# Dadaismus

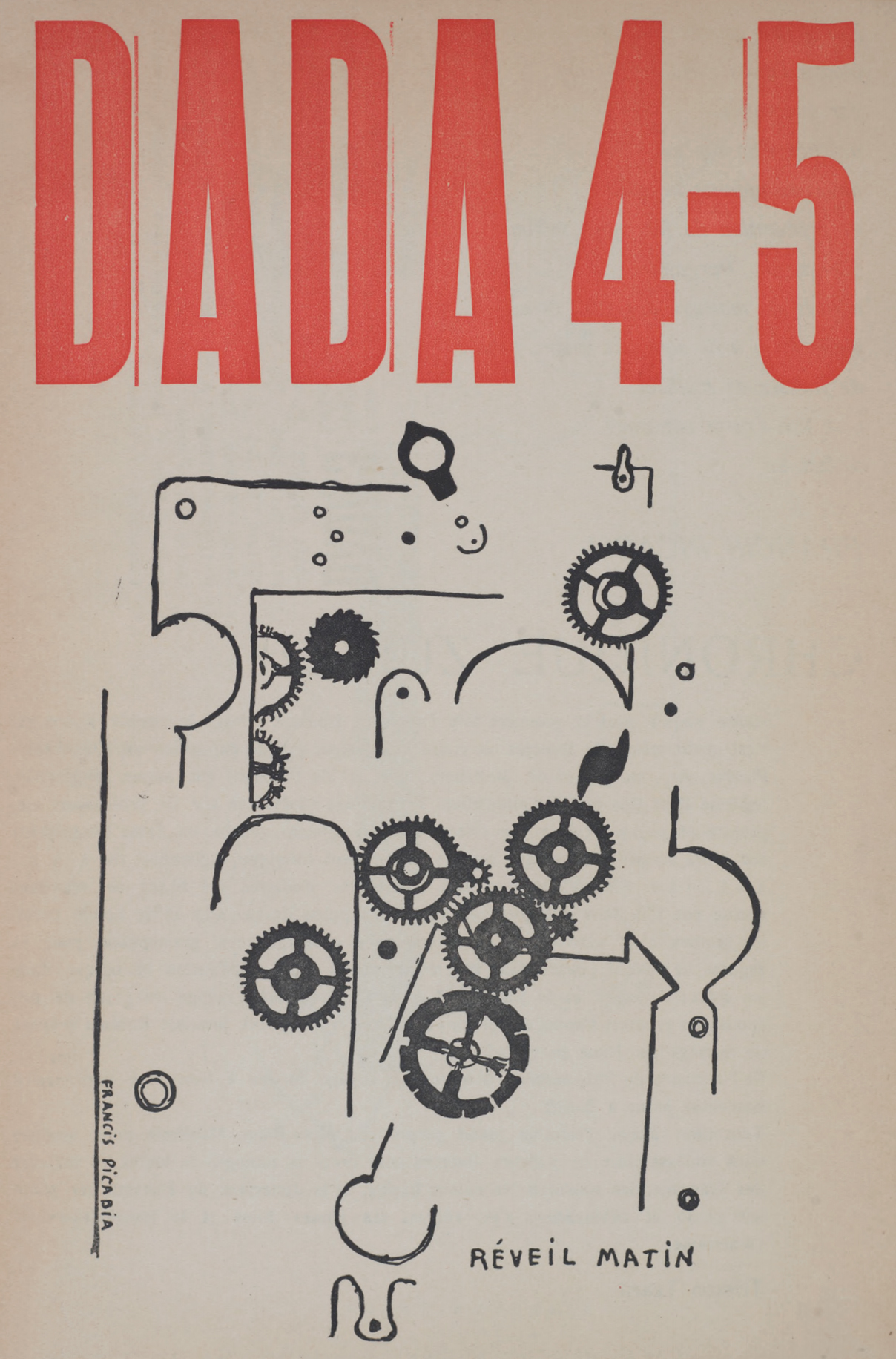
Francis Picabia. Réveil Matin (Alarmglocke). Dada 4-5, 1919

Dada war eine künstlerische und literarische Bewegung, die 1916 von Hugo Ball, Emmy Hennings, Tristan Tzara, Richard Huelsenbeck, Marcel Janco und Hans Arp in Zürich gegründet wurde und sich durch Ablehnung „konventioneller“ Kunst und Kunstformen – die oft parodiert wurden – und bürgerlicher Ideale auszeichnet. Der Begriff Dadaismus wird erstmals 1920 im Dada-Almanach verwendet und 1925 etabliert in dem Buch Die Kunstismen (Hrsg.: Hans Arp und El Lissitzky).

Vom Dada gingen erhebliche Impulse auf die Kunst der Moderne bis hin zur zeitgenössischen Kunst aus. Im Wesentlichen war es eine Revolte gegen die Kunst von Seiten der Künstler selbst, die die Gesellschaft ihrer Zeit und deren Wertesystem ablehnten. Traditionelle Kunstformen wurden deshalb satirisch und übertrieben verwendet.

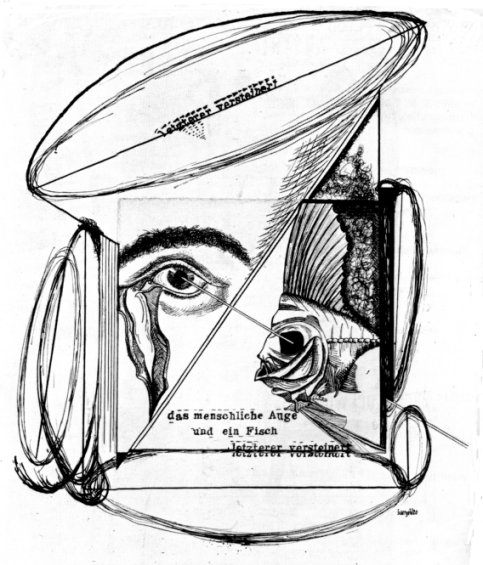
Johannes Theodor Baargeld: Das menschliche Auge und ein Fisch, letzterer versteinert, 1920

## Begriff
Für ihre Revolte wählten die Akteure dieser Bewegung die bewusst banal klingende Bezeichnung Dada. Dadaismus ist der heute üblicherweise für diese Kunstrichtung verwendete Begriff.
Der Begriff Dada(ismus) steht im Sinne der Künstler für totalen Zweifel an allem, absoluten Individualismus und die Zerstörung von gefestigten Idealen und Normen. Die durch Disziplin und die gesellschaftliche Moral bestimmten künstlerischen Verfahren wurden durch einfache, willkürliche, meist zufallsgesteuerte Aktionen in Bild und Wort ersetzt. Die Dadaisten beharrten darauf, dass Dada(ismus) nicht definierbar sei. Als der Dadaismus sich zu festigen begann, riefen die Dadaisten dazu auf, diese Ordnung wieder zu vernichten, da es ja eben das war, was sie zerstören wollten. Das machte den Dadaismus wieder zu dem, was er sein wollte: vollkommene Anti-Kunst, die unklassifizierbar war. Vergleiche mit dem Futurismus oder dem Kubismus wurden abgelehnt.

## Begriffsherkunft und Anfänge
Über die Herkunft des Begriffs Dada zirkulieren verschiedene, sich gegenseitig ausschließende Theorien.

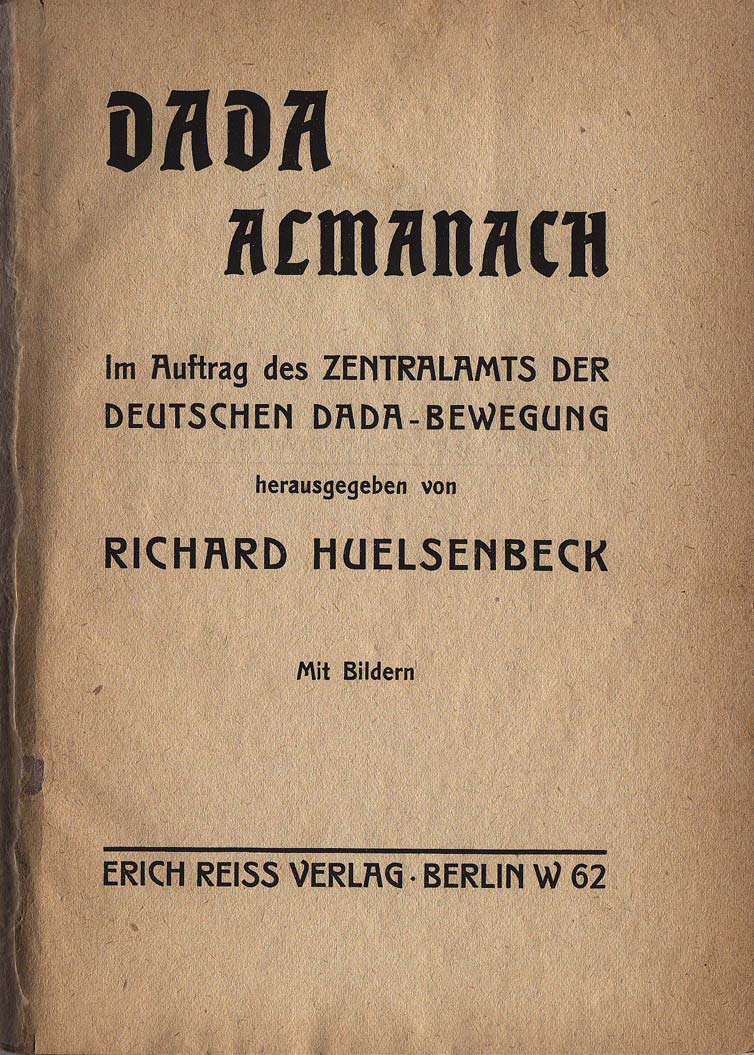

George Grosz schrieb in seiner Autobiografie, dass der Schriftsteller Hugo Ball im Kreise einiger Künstler verschiedener Sparten mit einem Federmesser in ein deutsch-französisches Wörterbuch stach und das Wort dada (französische Kindersprache für „Steckenpferd“) traf. Hiernach soll er dann den Dadaismus benannt haben. Dem ähnelt die Variante, dass Hugo Ball und Richard Huelsenbeck in einem deutsch-französischen Wörterbuch nach einem Namen für die damalige schweizerische Sängerin des Cabarets Voltaire „Madame le Roi“ suchten und auf das Wort „dada“ stießen.
Marcel Janco allerdings, selbst Dadaist, erklärte in einem Interview, die Geschichte mit dem Messer sei im Nachhinein erfunden worden und ein schönes Märchen, weil sie sich besser anhöre als die weniger poetische Wahrheit. Für wahrscheinlicher hielt er, dass ein damals in Zürich erhältliches und hinlänglich bekanntes Haarwaschmittel namens „DADA“ die Künstlergruppe zur Namensgebung anregte.
Einer weiteren Erklärung zufolge leitet sich der Begriff von einer Veröffentlichung des französischen Anarchisten Alphonse Gallais ab. Dieser brachte 1903 unter dem Pseudonym A. S. Lagail ein Buch mit dem Titel „Les paradis charnels, ou le divin bréviaire des amants, art de jouir purement des 136 extases de la volupté“ (dt. Das Paradies des Fleisches oder Das göttliche Liebesbrevier. Die Kunst, die Wollust in 136 Verzückungen zu genießen) heraus. Darin werden im 15. Kapitel eine Reihe von Positionen geschildert, die dort allesamt „à dada“ genannt werden. Auch hier liegt der Zusammenhang zu einem Steckenpferd, auf welchem geritten werden kann, nahe.
Über die Entstehung des Begriffs DADA schreibt Hans Richter, der 1916 mit dabei war: „Wenn Marcel Janco »da-da« sagte, antwortete Tristan Tzara mit »da-da«. So bestätigten und bejahten sie sich gegenseitig. Und so und hier wurde DADA geboren. Sie brauchten gar nichts zu erfinden, es war in ihrer Muttersprache, rumänisch, »ja« so vorgesehen. Dada schuf sich selbst, wie Tzara es bis an sein frühzeitiges Lebensende wieder und wieder betont hatte, es war DA ..., lange bevor nachträgliche Ansprüche auf die Erfindung des Namens oder der Bewegung angemeldet wurden.“ (Zitat aus seinem 1973 erschienenen Buch: Begegnungen. Von Dada bis heute, S. 11).
Der Dadaismus stellte die gesamte bisherige Kunst in Frage, indem er ihre Abstraktion und Schönheit durch satirische Überspitzung zu reinen Unsinnsansammlungen machte, wie in sinnfreien Lautgedichten. Hugo Ball war der Erfinder des Lautgedichtes. Dabei werden das Zusammenspiel von Wortlaut und Bedeutung aufgebrochen und die Wörter in einzelne phonetische Silben zerlegt. Die Sprache wird ihres Sinnes entleert und die Laute werden zu rhythmischen Klangbildern zusammengefügt. Dahinter steht die Absicht, auf eine Sprache zu verzichten, die nach Ansicht der Dadaisten in der Gegenwart missbraucht und pervertiert ist. Mit den sogenannten Simultangedichten (Lautgedichte werden gleichzeitig von verschiedenen Menschen durcheinander gesprochen) wollten die Dadaisten auf die ohrenbetäubende Geräuschkulisse der modernen Welt (in den Schützengräben, in der Großstadt …) und auf die Verstrickung des Menschen in mechanische Prozesse aufmerksam machen. Tatsächlich ist es oft schwierig und auch müßig, die „echten“ Kunstwerke der damaligen Zeit von den gewollt mehr oder weniger sinnlosen „Antikunstwerken“ des Dadaismus zu unterscheiden. Grenzen zwischen traditioneller Kunst und Trivialkultur wurden überschritten.
Im Laufe des Ersten Weltkriegs breitete sich der Dadaismus in ganz Europa aus. Überall protestierten Künstler durch gezielte Provokationen und vermeintliche Unlogik gegen den Krieg und das obrigkeitsstaatliche Bürger- und Künstlertum. Gegen den Nationalismus und die Kriegsbegeisterung vertraten sie Positionen des Pazifismus und stellten sarkastisch die bisherigen absurd gewordenen Werte in Frage.

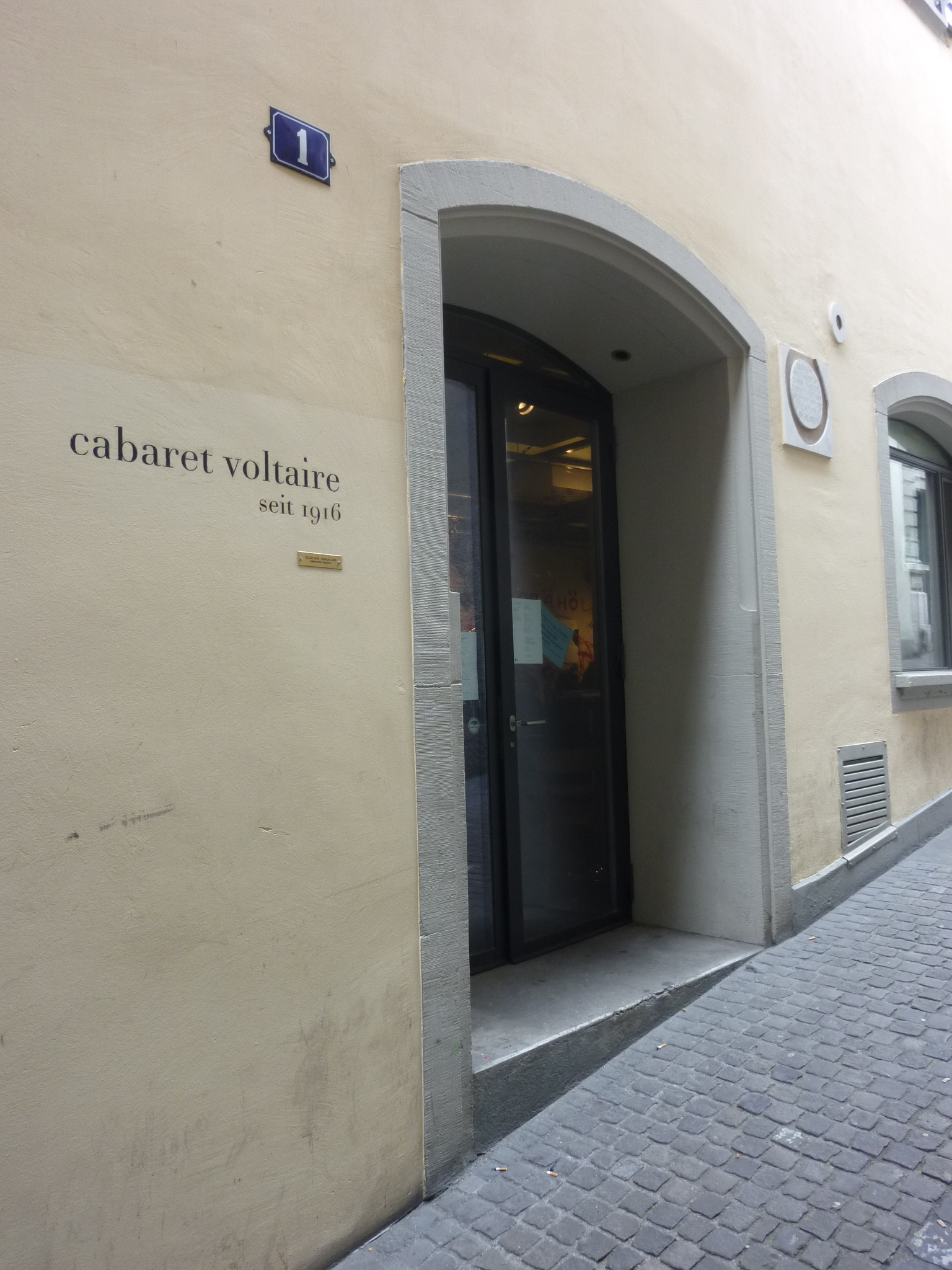
Cabaret Voltaire. Spiegelgasse 1

## DADA in Zürich und das Cabaret Voltaire

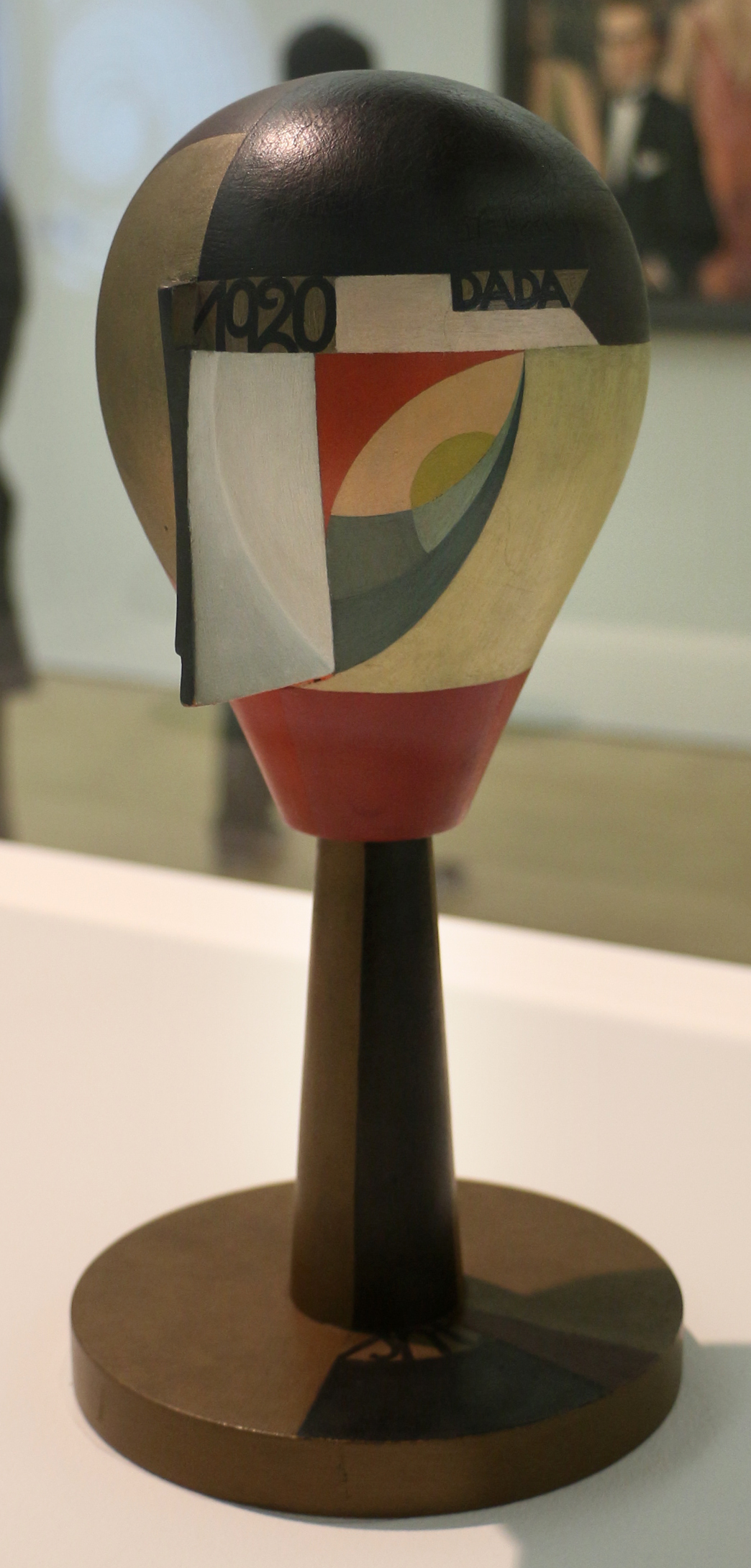
Sophie Taeuber: DADA-Kopf, 1920

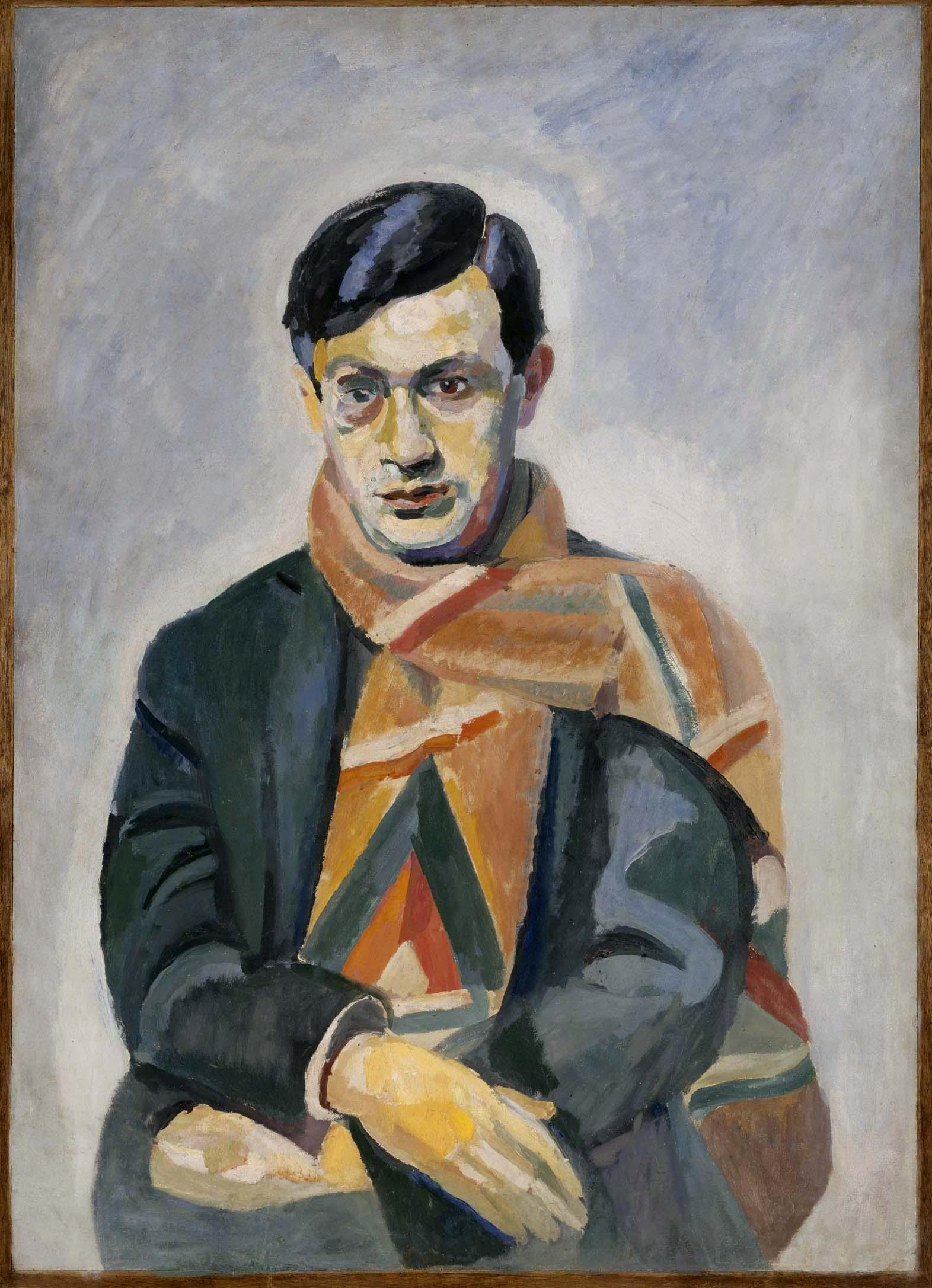
Robert Delaunay: Porträt Tristan Tzara, 1923

### Entstehung in Zürich
Hintergrund der Entstehung des Dadaismus ist die Situation der Schweiz im Ersten Weltkrieg. In allen am Krieg teilnehmenden Staaten waren junge Künstler einerseits durch Schließung der Grenzen vom Austausch mit ihren ausländischen Kollegen und Freunden ausgeschlossen und andererseits wurden sie zum Militärdienst eingezogen. Kriegsgegner aus verschiedenen Staaten sammelten sich in der neutralen Schweiz, die zum einzigen Ort des internationalen Austauschs wurde.
Am 5. Februar 1916 gründete Hugo Ball mit seiner Freundin Emmy Hennings in Zürich in der Spiegelgasse 1, unweit von Lenins Exilwohnung, das Cabaret Voltaire. Zuerst führte er mit ihr – fast allabendlich – simple, aber auch exzentrische Programme auf. Sie sang Chansons und er begleitete sie auf dem Klavier. Emmy Hennings rezitierte zudem Gedichte – u. a. eigene und solche von Hugo Ball. Nach ein paar Wochen lernte Ball den rumänischen Dichter Tristan Tzara kennen, der ebenfalls in Zürich lebte. Die beiden sympathisierten miteinander, da beide einen ungewöhnlichen Sinn für Geist und Anti-Geist besaßen. Menschlich ergänzten sie sich sehr gut, weil Hugo Ball eher ruhig und nachdenklich war, während Tristan Tzara ein unglaublich lebhafter, niemals ruhiger Mensch war. Er war also wie geschaffen für Hugo Balls Cabaret Voltaire. Als Tzara dann auch seine Gedichte rezitierte, unterbrach er sie oft selbst durch Schreien oder Schluchzen. Die Vorträge im Cabaret Voltaire wurden jetzt zunehmend durch Trommeln, Schlagen und Verwendung zweckentfremdeter Gegenstände, wie zum Beispiel leerer Kisten, ergänzt. Das Publikum reagierte zunächst sehr verwundert, ja eingeschüchtert.
Das Cabaret Voltaire wurde bereits im Juli 1916 wieder geschlossen. Im Januar 1917 fand die erste Dada-Ausstellung in der Galerie Corray am Paradeplatz in Zürich („Sprünglihaus“) statt. Hans Richter entwarf das Plakat für die 1. Dada-Ausstellung in der Galerie Corray.
Im Laufe des Monats Februar 1916 schlossen sich Hans Arp und Richard Huelsenbeck den DADA-Aktivitäten an. Sie begannen, Papier- und Holzschnitte anzufertigen, die ebenso wie die Vorstellungen im Cabaret Voltaire den Anti-Kunst-Charakter besaßen. Zu guter Letzt schloss sich Marcel Janco der Gruppe an. Er war jüdischer Rumäne wie Tristan Tzara. Beide bejahten in ihren Redeströmen des Öfteren mit „da, da“, was übersetzt eben „ja, ja“ heißt. Das kann ebenfalls der ausschlaggebende Punkt für Hugo Ball gewesen sein, diese Kunst „Dada“ zu nennen. Tzara, Huelsenbeck und Janco trugen im März 1916 das erste Simultangedicht vor. Sophie Taeuber trat mehrfach als Ausdruckstänzerin im Rahmen von DADA Zürich auf, teils als Teil einer Laban-Tanzgruppe. Belegt sind zwei Soloauftritte in DADA-Veranstaltungen, davon einer zur Eröffnung der von Emmy Hennings gegründeten Galerie DADA (vormals Galerie Corray) am 29. März 1917. Sie tanzte nach Versen von Ball und in einer schamanischen Maske von Marcel Janco.
Tristan Tzara gab 1916 die Zeitschrift Dada heraus. Im Kreis der Dadaisten war es gern gesehen, dass ein Dichter seines Ranges diese Aufgabe übernahm. Mit der Zeitschrift versuchte Tzara, mit Dichtern aus anderen Ländern Kontakt aufzunehmen. Da er ein für seine Zeit exzellenter Polemiker war, war er natürlich wie geschaffen für Manifeste und ähnliche Verlautbarungen, die die „Dadaisierung“ zur Aufgabe hatten. Er grenzte Dada vom Futurismus ab, der ein Programm habe, das seine Werke zu erfüllen suche, während beim Dadaismus kein Programm vorhanden sei, das zu erfüllen sein könne und dessen Programm es sei, keines zu haben.
Hugo Ball war durch Wassily Kandinsky auf die Idee von einem „Gesamtkunstwerk“ gestoßen, welches viele der menschlichen Ausdrucksformen zusammenfasst, und er initiierte unter dieser Idee mehrere Dada-Veranstaltungen. An diesen nahmen nebst den Vorgenannten weitere teil: Sophie Taeuber als Ausdruckstänzerin (zum ersten Mal als Solotänzerin zur Eröffnung der Galerie DADA 1917), Suzanne Perrottet als Pianistin und der Schriftsteller Friedrich Glauser. Das Cabaret Voltaire musste wegen Beschwerden von Bürgern und Nachbarn aufgelöst werden. Hugo Ball und Tristan Tzara eröffneten also eine Galerie in der Bahnhofstrasse in Zürich, die sie „Dada“ nannten. Sie luden bekannte Maler und Bildhauer ein, bei ihnen auszustellen, unter anderem Wassily Kandinsky, Paul Klee und Giorgio de Chirico. Hier gab es hin und wieder Streitereien zwischen den Besuchern, den Dichtern und den Künstlern. Es wurde versucht, das „Dadaistische“ aus der Galerie herauszudrängen, teils waren die Künstler aufeinander eifersüchtig. Zum anderen Teil war es den Besuchern meist zu „radikal“. Diese Einstellung bereitete Hugo Ball Sorgen und war auch der Grund für seinen späteren Rückzug vom Dadaismus.

### Bildergalerie: Aufführungen im Cabaret Voltaire

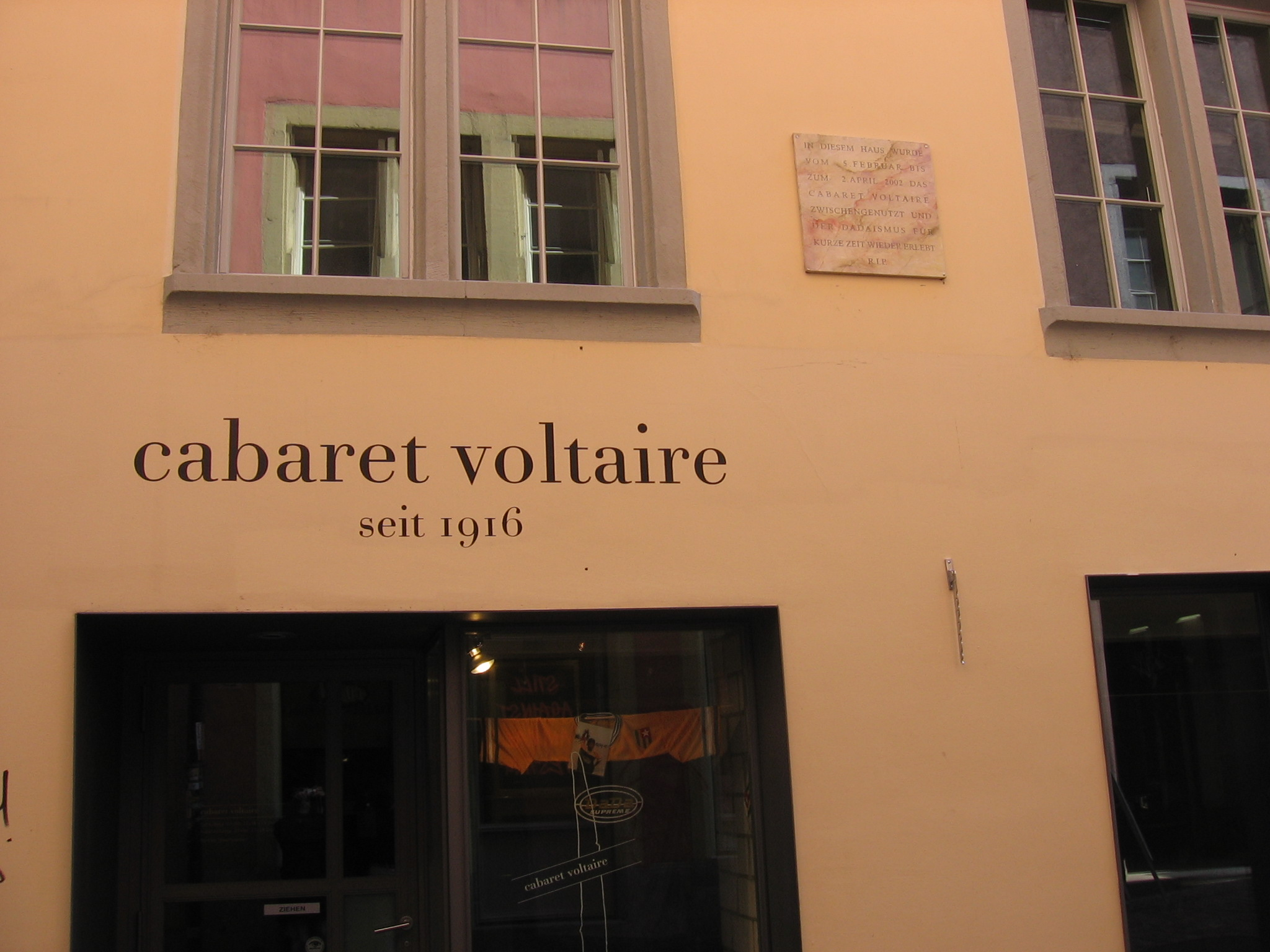
Cabaret Voltaire
Plakat von Marcel Słodki: 5. Februar 1916
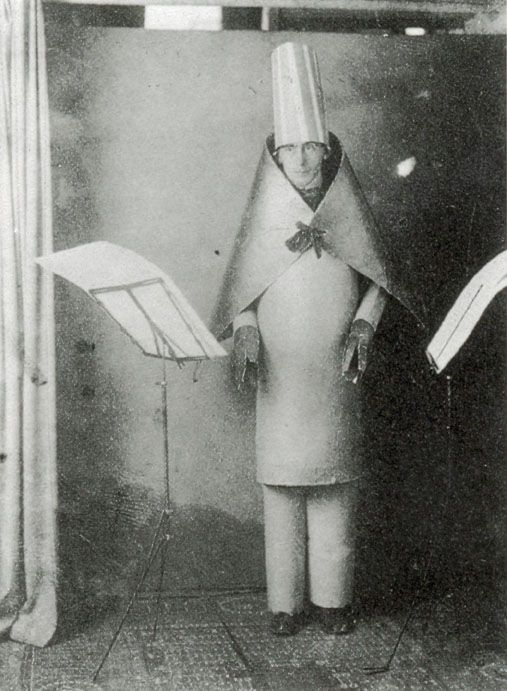
Hugo Ball bei der Vorstellung im Cabaret Voltaire, 1916
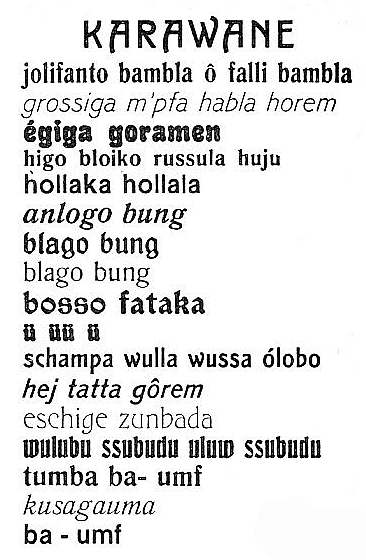
Das Lautgedicht KARAWANE von Hugo Ball, erstmals 1917 im Cabaret Voltaire vorgetragen

### Das Lautgedicht
Am 14. Juli 1916 erschien erstmals eine neue Form von Dadaismus: das Lautgedicht. Es wurde zu einem der wichtigsten Schaffensgebiete der Dadaisten. Hugo Ball veranstaltete einen Dada-Abend in der Künstlerkneipe Voltaire. Er berichtete nur Tristan Tzara von seinem Vorhaben, als „magischer Bischof“ Lautgedichte in einem ganz besonderen Kostüm vorzutragen.

„Ich hatte mir dazu ein Kostüm konstruiert. Meine Beine standen in einem Säulenrund aus blauglänzendem Karton, der mir schlank bis zur Hüfte reichte, so daß ich bis dahin wie ein Obelisk aussah. Darüber trug ich einen riesigen Mantelkragen, der innen mit Scharlach und außen mit Gold beklebt, am Halse derart zusammengehalten war, daß ich ihn durch ein Heben und Senken der Ellenbogen flügelartig bewegen konnte. Dazu einen zylinderartigen, hohen, weiß und blau gestreiften Schamanenhut.“

Er musste in dieser sperrigen Aufmachung in den Saal getragen werden, da er fast bewegungsunfähig war. Hugo Ball führte diese Klanggedichte erstmals am 23. Juni 1916 im Cabaret Voltaire auf. Er selbst bezeichnete sie in seinem Tagebuch, das erstmals 1927 erschien, als „Verse ohne Worte“. Welche Verse Ball an diesem Abend zum Vortrage brachte, lassen seine Aufzeichnungen indes offen; datiert sind Lautgedichte wie Gadji beri bimba (1916) oder KARAWANE (1917). Weiterführend begründete Ball die Lautgedichte folgendermaßen: „Mit diesen Tongedichten wollten wir verzichten auf eine Sprache, die verwüstet und unmöglich geworden ist durch den Journalismus. Wir müssen uns in die tiefste Alchemie des Wortes zurückziehen und selbst die Alchemie des Wortes verlassen, um so der Dichtung ihre heiligste Domäne zu bewahren.“ Als er seine Lautgedichte rezitierte, explodierte das Publikum förmlich in Gefühlsexzessen der Verwunderung, des Erstaunens, des Lachens und der Ungläubigkeit.
Nach seinen Erfolgen ging Hugo Ball nach Bern, um für die Freie Zeitung zu schreiben, wodurch die dadaistische Leitung in Zürich an Tristan Tzara überging. Es wurde ein großer Dada-Abend veranstaltet, an dem viele Künstler auftraten und Gedichte von bis zu 20 Personen gleichzeitig vortrugen, was immer wieder durch Gelächter, Sprechchöre und Zwischenrufe begleitet wurde. Des Weiteren wurde das Publikum in jedem für die Verhältnisse erdenklichen Maße beschimpft. Es sollte provoziert werden, wie noch nie getan, um an die „niemals vorhandenen Grenzen“ des Dadaismus anzustoßen. Das Publikum jedoch reagierte zum Teil darauf, indem es zum Beispiel Walter Serner von der Bühne aus dem Gebäude jagte und seine Requisiten zerstörte.
Hans Arp hatte einmal höchst anschaulich beschrieben, wie es ablief, wenn sie ihr Programm vollführten: „Tzara lässt sein Hinterteil hüpfen wie den Bauch einer orientalischen Tänzerin, Janco spielt auf einer unsichtbaren Geige und verneigt sich bis zur Erde. Frau Hennings mit einem Madonnengesicht versucht Spagat. Huelsenbeck schlägt unaufhörlich die Kesselpauke, während Ball, kreidebleich wie ein gediegenes Gespenst, ihn am Klavier begleitet. – Man gab uns den Ehrentitel Nihilisten“.

## DADA in New York

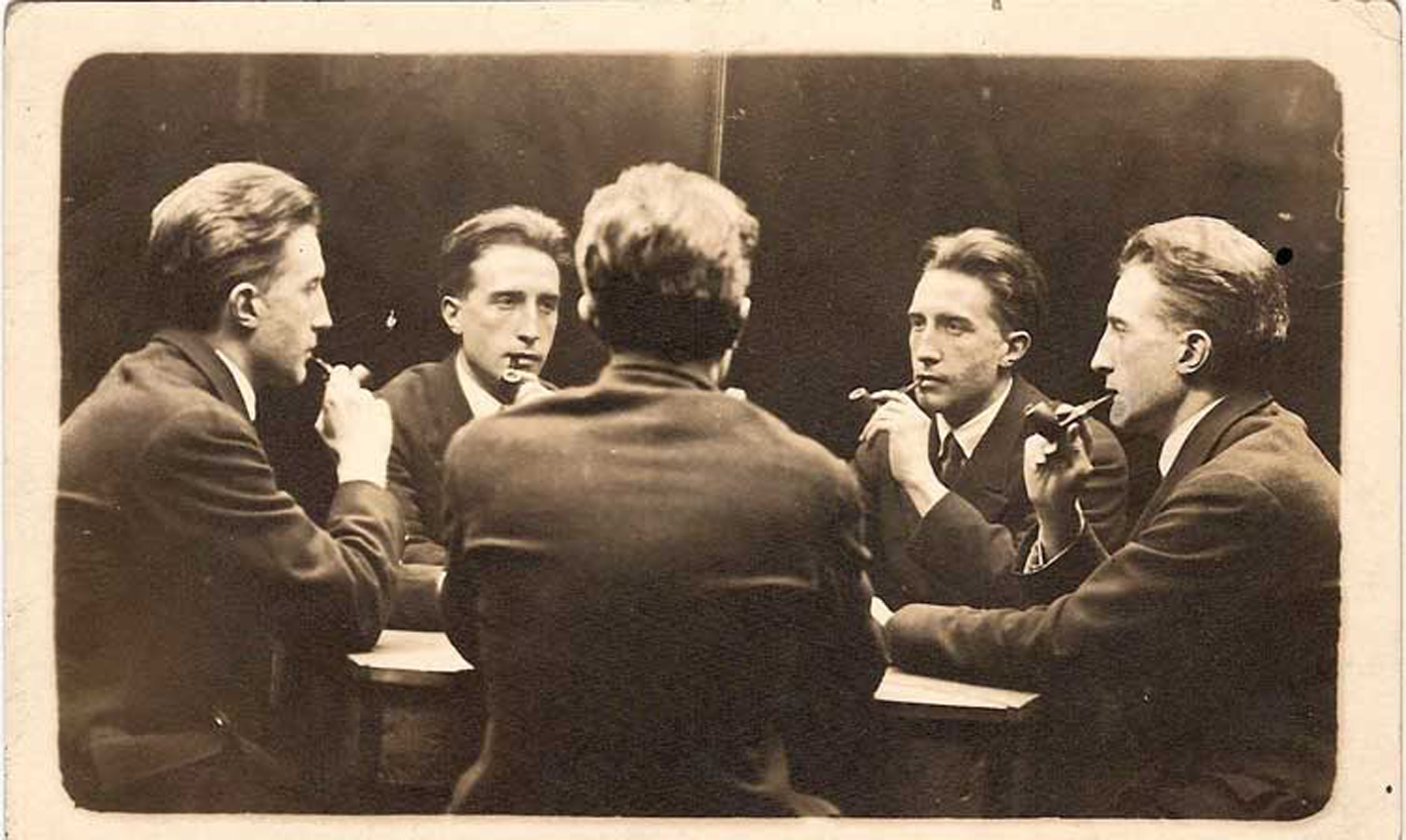
Five-Way Portrait of Marcel Duchamp (Fünffaches Porträt von Marcel Duchamp). New York, 21. Juni 1917

Dada in New York gilt als kurzlebiges Phänomen der amerikanischen Kunstgeschichte und wurde aufgrund seiner „europäischen Wurzeln“ nie als eigenständige amerikanische Kunstrichtung akzeptiert. Auch DADA in New York ging von europäischen Künstlern aus, die vor dem Ersten Weltkrieg geflohen waren.
Die gesamte Entwicklung von DADA in New York war genauso auf „ANTI-Kunst“ ausgerichtet wie DADA Zürich. Der Fotograf Alfred Stieglitz stellte zunächst die Kunst der Fotografie als reine Abbildung in Frage: „Fotografie braucht nicht nur die Reproduktion einer realen Welt zu sein, sie kann und sollte vielmehr zur Erschaffung einer neuen Welt beitragen.“ Stieglitz bot mit seiner Zeitschrift Camera Work und seiner Galerie 291 ein Forum für innovative Künstler und brachte in zahlreichen Ausstellungen die europäische Avantgarde nach New York, distanzierte sich aber später von den Europäern und wandte sich bevorzugt lokalpatriotischen Themen zu.

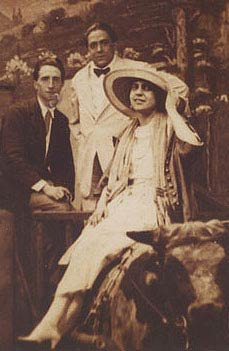
Marcel Duchamp, Francis Picabia und Beatrice Wood (1917)

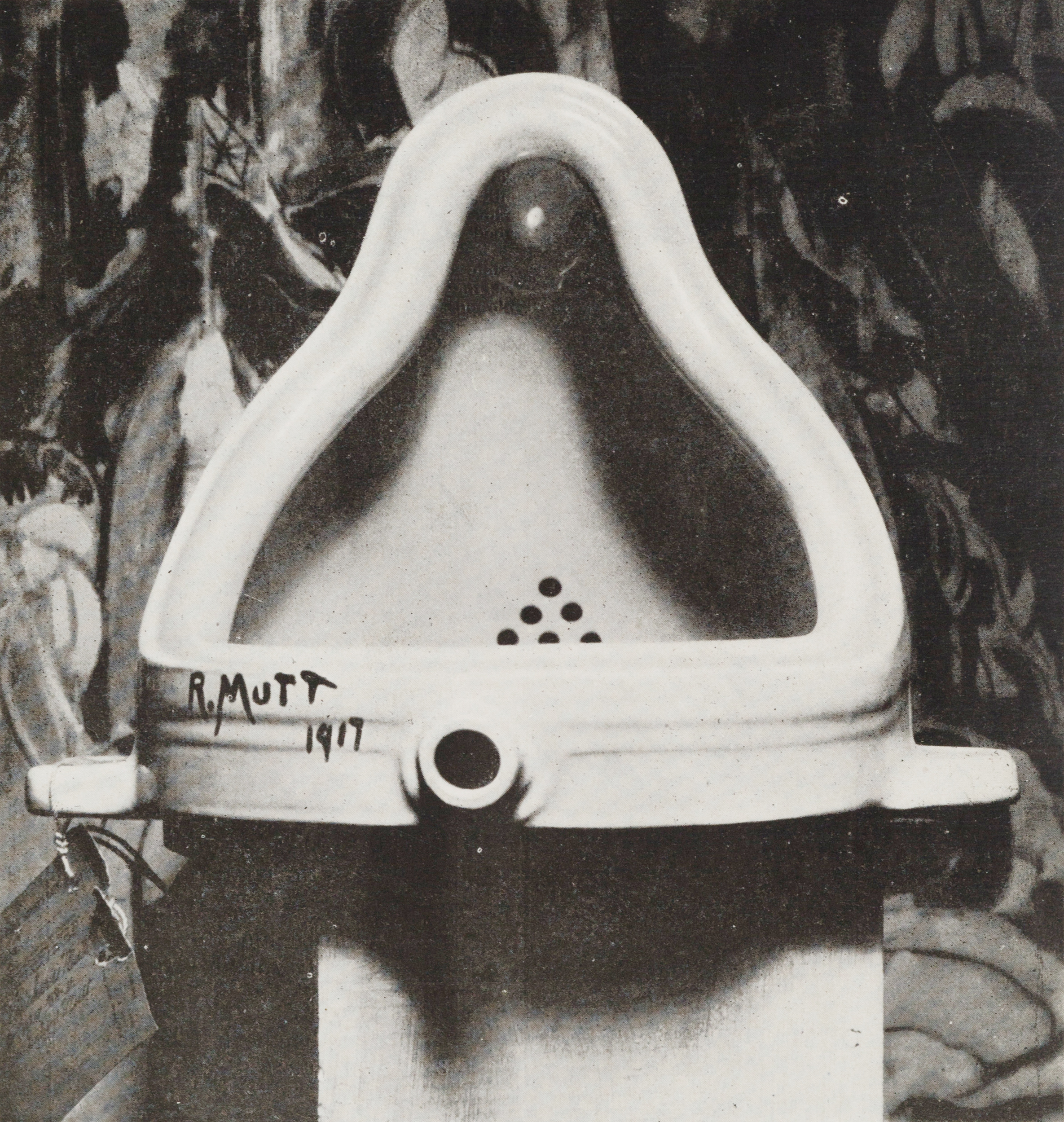
Duchamp: Fountain, Foto von Alfred Stieglitz (1917)

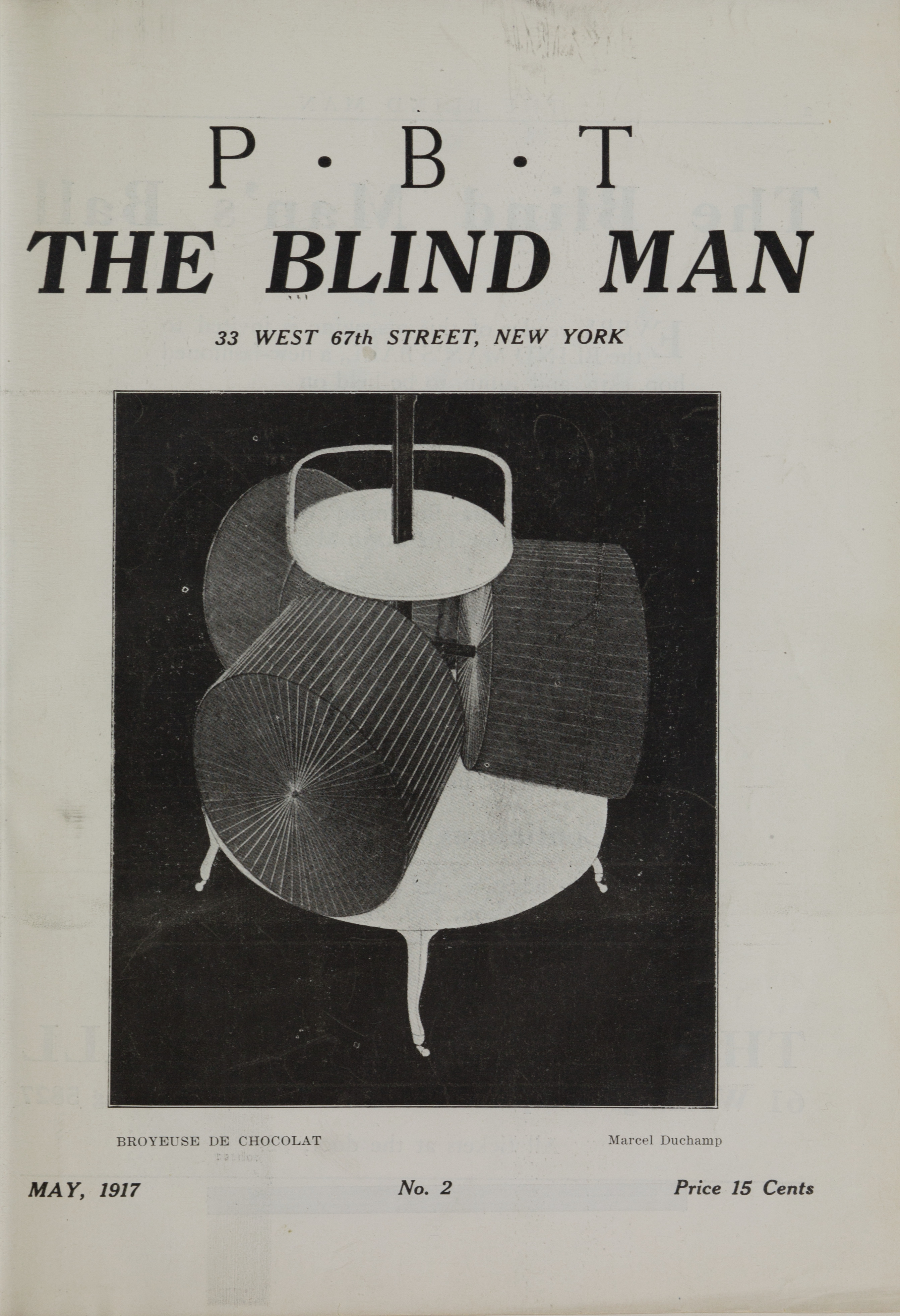
The Blind Man Nr. 2 (Mai 1917)

Eine Schlüsselfigur im Umfeld von Stieglitz war der Pariser Künstler und Dandy Francis Picabia, der zusammen mit Marcel Duchamp unter den Vorzeichen des Ersten Weltkriegs nach New York geflüchtet war und somit einer der wenigen europäischen Teilnehmer der Aufsehen erregenden New Yorker Armory Show 1913 wurde. Picabia, der sich zwar keinem künstlerischen Dogma verpflichtet fühlte und sich, ebenso wenig wie Duchamp, als Dadaist betrachtete, lieferte mit seiner „anarchisch-kuborealistischen“ Ikonografie und seinen Gedanken zur „Überhöhung der Maschine“ und der schleichenden Industrialisierung der Kunst den theoretischen Ansatz für die notwendige aufrüttelnde Befreiung der starren, noch vom Historismus gesättigten amerikanischen Kunstwelt. Picabia gab von 1917 bis 1924 das Dada-Periodikum 391 in verschiedenen Städten, unter anderem in New York, heraus.
Marcel Duchamp führte diesen Gedankengang in der Malerei mit einer spielerischen Synthese aus analytischem Kubismus und futuristischer Dynamik radikal weiter und mutete dem eher mit traditionellen Sichtweisen vertrauten Publikum eine völlig neue Form von Kunst zu. Die Präsentation seines Gemäldes Akt, eine Treppe herabsteigend Nr. 2 von 1912 war eine provokante Sensation in der Armory Show und löste durch seine neuartige „entmenschlichende“ Darstellung einer „organischen Apparatur“ einen Schock bei Kritikern, Künstlern und breitem Publikum gleichermaßen aus. Die Presse sprach mit euphemistischer Ahnungslosigkeit von „Licht als beweglicher Faktor in der Malerei“. Im Anschluss trieb Duchamp das Experiment mit der „ANTI-Kunst“, mit der maschinellen Kunst, respektive der durch die Maschine gefertigten Kunst und der Sinnfrage, was Kunst überhaupt noch auszeichnet in seinen so genannten „Ready-mades“ auf die Spitze und lieferte eine absolute Neuerung für die skulpturale Darstellung: Er versetzte Gegenstände, die er aussuchte, in den Status eines Kunstwerkes, indem er erklärte, dass es ein Kunstwerk sei, nicht weil der Künstler es geschaffen, sondern weil der Künstler es „gefunden“ habe. So entstand zum Beispiel die „Fontäne“ (Fountain, 1917), wobei er lediglich ein Urinal aus einem Sanitärgeschäft erstanden hatte, es waagerecht „auf den Rücken“ legte und mit „R. MUTT“ signierte. Er bezeichnete diese Werke selbstironisch als „Nichts“. Sie sollten das Nichts in dem wir wandeln, also die Welt und das Leben, symbolisieren. Marcel Duchamp wurde durch sein bilderstürmerisches Denken und Handeln nolens volens der Dadaist schlechthin, obwohl er spätestens seit seiner Ablehnung durch die Pariser Kubisten 1912 die Zugehörigkeit zu bestimmten Künstlergruppen verneinte. 1917 begründete Duchamp mit Henri-Pierre Roché und Beatrice Wood die dadaistische Publikation The Blind Man, die in zwei Ausgaben im April und Mai des Jahres erschien. Ein Jahr später malte Duchamp schließlich sein letztes Gemälde auf Leinwand: Mit dem sowohl programmatischen wie rätselhaften Titel Tu m’, Tu m’embetes oder auch Tu m’emmerdes („Du langweilst mich“ beziehungsweise „Du kannst mich mal“) verkündete er „seinen Überdruß an ‚retinaler Kunst‘“ In der Folgezeit widmete er sich seinen bereits entworfenen Kompositionen, die er bis zu seiner Rückkehr nach Paris Anfang der 1920er Jahre mit der großflächigen Glasmalerei Die Neuvermählte, von ihren Junggesellen entkleidet (1915–23) realisierte.
Der dritte wichtige Protagonist des New-York-Dada und zugleich das einzige in Amerika geborene Mitglied war Man Ray, der sich ebenfalls bald von der traditionellen Malerei löste und mit seiner ironisch-humorvollen Objektkunst und der von ihm als Rayographie bezeichneten, perfektionierten Form des Fotogramms die Richtung zum Surrealismus vorgab. Man Ray war es auch, der im Juni 1921 in einem Brief an Tzara mit den Worten „… Dada kann nicht in New York leben“ den New-York-Dada für „tot“ erklärte.
Der amerikanische Dadaismus endete somit ebenso schnell wie er begonnen hatte: Am 1. April 1921 fand das von Marsden Hartley geleitete Symposium „Was ist Dadaismus?“ statt. In seinem Essay The Importance of Being Dada zog Hartley derweil eine persönliche Bilanz; zeitgleich veröffentlichten Duchamp und Man Ray die erste und einzige Ausgabe der Zeitschrift New York Dada mit Tristan Tzaras „ausdrücklicher Autorisierung“ zur Nutzung des Begriffs „Dada“; bereits im Mai ging Duchamp nach Paris; Man Ray und Marsden Hartley folgten im Juli.
Man Ray konstatierte später, es habe nie so etwas wie New-York-Dada gegeben, weil „die Idee des Skandals und der Provokation als eines der Prinzipien von Dada dem amerikanischen Geist völlig fremd“ gewesen sei.

## DADA in Berlin

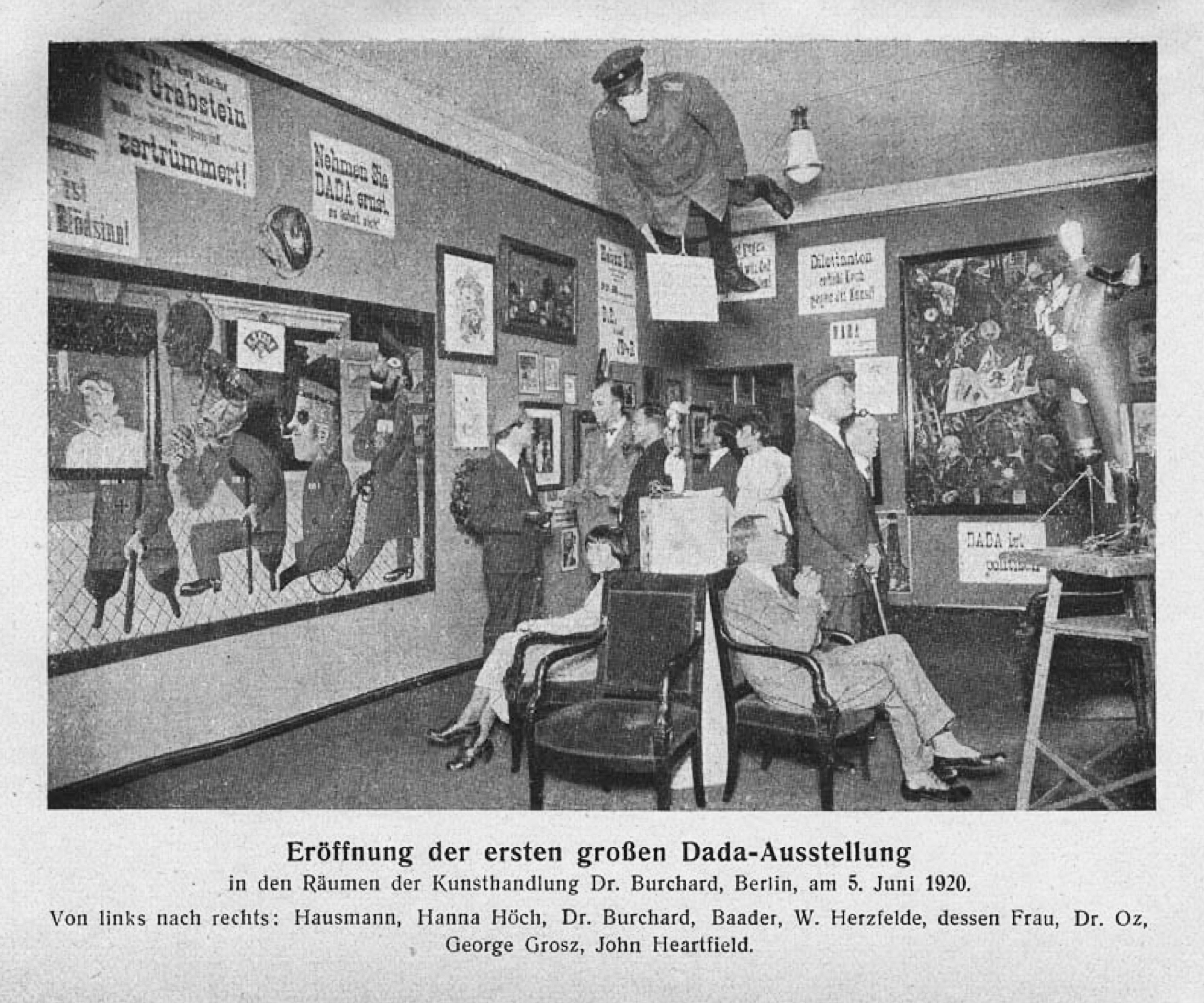
Feierliche Eröffnung der ersten Dada-Ausstellung. Internationale Dada-Messe in Berlin am 5. Juni 1920. Die zentrale Figur, die von der Decke hängt, ist das Bildnis eines deutschen Offiziers mit einem Schweinekopf. – Von links nach rechts: Raoul Hausmann, Hannah Höch (sitzend), Otto Burchard, Johannes Baader, Wieland Herzfelde, Margarete Herzfelde, Dr. Oz (Otto Schmalhausen), George Grosz und John Heartfield.

In Berlin nahm Dada seine weltweit extremste Form an. DADA war in Berlin erst kurz vor dem Ende des Ersten Weltkriegs möglich. Dort waren es George Grosz und John Heartfield, die Richard Huelsenbecks Darstellungen über DADA in Zürich aufgriffen und sich ihm anschlossen, da sie von der gleichen Überzeugung und dem gleichen Willen geleitet waren. Am 12. April 1918 proklamierte Richard Huelsenbeck bei einem Vortragsabend in der Berliner Sezession ein Dadaistisches Manifest, das er zu diesem Anlass auch als Faltblatt verteilte, er wetterte gegen den Futurismus und den Kubismus und proklamierte Dada. Huelsenbeck, aus Zürich zurückgekehrt, „wirkte nun in Berlin wie ein Streichholz, in ein Pulverfaß geworfen.“ Kurz darauf wurde der „Club Dada“ gegründet, der nicht weniger exklusiv war als der Herrenclub der hohen Politiker in Berlin. Die Bewegung hatte sich nun ein wenig gefestigt, und in diesem Club waren nur die „wirklichen“ Dadaisten Berlins vertreten. Eines der Clubmitglieder war Johannes Baader, der sich den Namen „Oberdada“ zulegte, den er durch extreme Taten, die ihm wie Dada selbst „die Krone“ aufsetzten, rechtfertigte. Er rief sich selbst als Präsident des Erdballs aus. Dada wurde jetzt zunehmend extremer. In der Dada-Zeitschrift wurden Angriffe geführt und bestimmte politische Persönlichkeiten beleidigt.

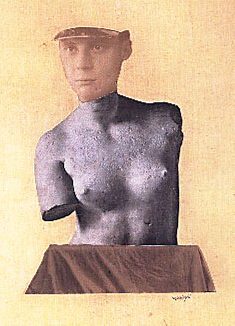
Johannes Theodor Baargeld: Typische Vertikalklitterung als Darstellung des Dada Baargeld, 1920, ausgestellt auf der Ersten Internationalen Dada-Messe in Berlin

In Berlin brachte DADA mit der Fotomontage auch eine neue Technik im Bereich der bildenden Kunst hervor. In Zürich hatte man zwar die Collage schon benutzt, jedoch wurden nur Zeitungsausschnitte oder Reste von Schachteln, Stoff- und Papierfetzen verwendet. In Berlin wurde nun erstmals ein realistisches Foto mit anderen zu einem neuen Kunstwerk verarbeitet. Hannah Höch und Raoul Hausmann waren die Ersten, die diese Neuerung ausprobierten. Sie übernahmen das Prinzip von so genannten Militärgedenk-Dienstblättern. Diese Lithografien beziehungsweise Öldrucke zeigten das Militär und oft auch Kaiser Wilhelm II. in glorifizierter Form. In der Mitte des Blattes war ein Soldat zu sehen, auf dessen Kopf das jeweilige Fotoporträt eingeklebt war. Das Paradoxe dieser Technik ging vor allem als das Vertauschen des Kopfes und des Körpers in die Arbeiten Hannah Höchs und Raoul Hausmanns ein.
Neue Wege wurden auch in der Richtung der Dichtung gegangen. Die Lautgedichte, die Hugo Ball, Richard Huelsenbeck, Tristan Tzara und Hans Arp in Zürich rezitierten, wurden vor allem von Raoul Hausmann weiterentwickelt.
Es wurden insgesamt zwölf Matineen in Berlin durchgeführt, in denen gelegentlich das Publikum als Idioten bezeichnet und als Abschaum behandelt wurde.
Im Jahr 1920 fand mit der Ersten Internationalen Dada-Messe der Höhepunkt des Berlin-Dadas statt. Auf ihr trafen sich Dadaisten aller gesellschaftlichen Schichten und politischen Gesinnungen. Thema dieser Messe war unter anderem der Hass gegen jede Autorität. Die gezeigten Werke, die innerhalb des Dadaismus entstanden und unter anderem aus Zeitschriften, Handzetteln und Plakaten bestanden, machten die Pluralität der Bewegung deutlich.
Der Journalist und Schriftsteller Kurt Tucholsky kritisierte unter dem Pseudonym Peter Panter die Dada-Messe. Sie sehe aus wie ein „putziger Kramladen“ und bemühe sich krampfhaft, „in anderer Leute Heiligtümer zu spucken“. Die „Rote Fahne“, Zeitung der Kommunistischen Partei Deutschlands „verriss“ die Ausstellung und nannte Dada einen Ausdruck „bürgerlicher Dekadenz“.

## DADA in Hannover

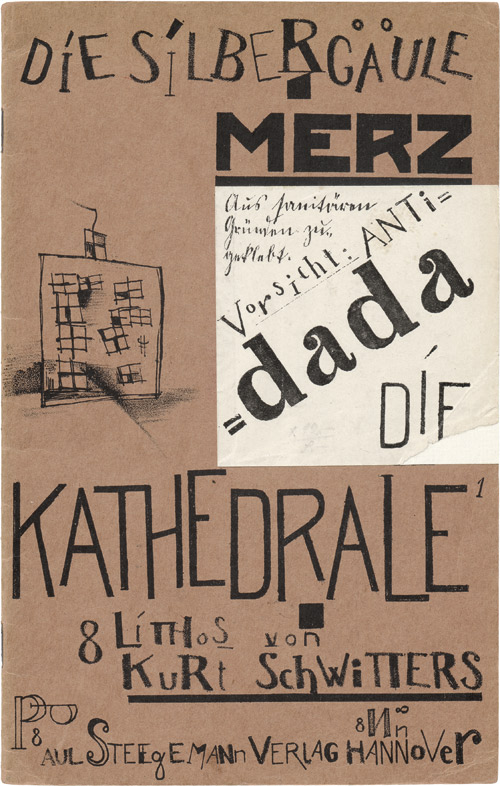
Kurt Schwitters. Die Kathedrale – Die Silbergäule. 8 Lithos. Hannover 1920

Zentrale Figur von DADA in Hannover war Kurt Schwitters. Da er aus schwer nachvollziehbaren Gründen in den Kreis der Berliner Dadaisten nicht aufgenommen wurde, verzichtete er auf das Wort Dada und bezeichnete seine eigene Kunst mit dem Wort „MERZ“, eine Silbe, die er für eine Collage aus dem Wort „Commerzbank“ herausgeschnitten hatte. Wie bei den Dadaisten gingen seine Intentionen in Richtung Antikunst.
Schwitters und Hannah Höch verband ab 1920 eine lebenslange Freundschaft. Höch gestaltete unter anderem zwei Räume in seinem „MERZbau“ in Hannover.

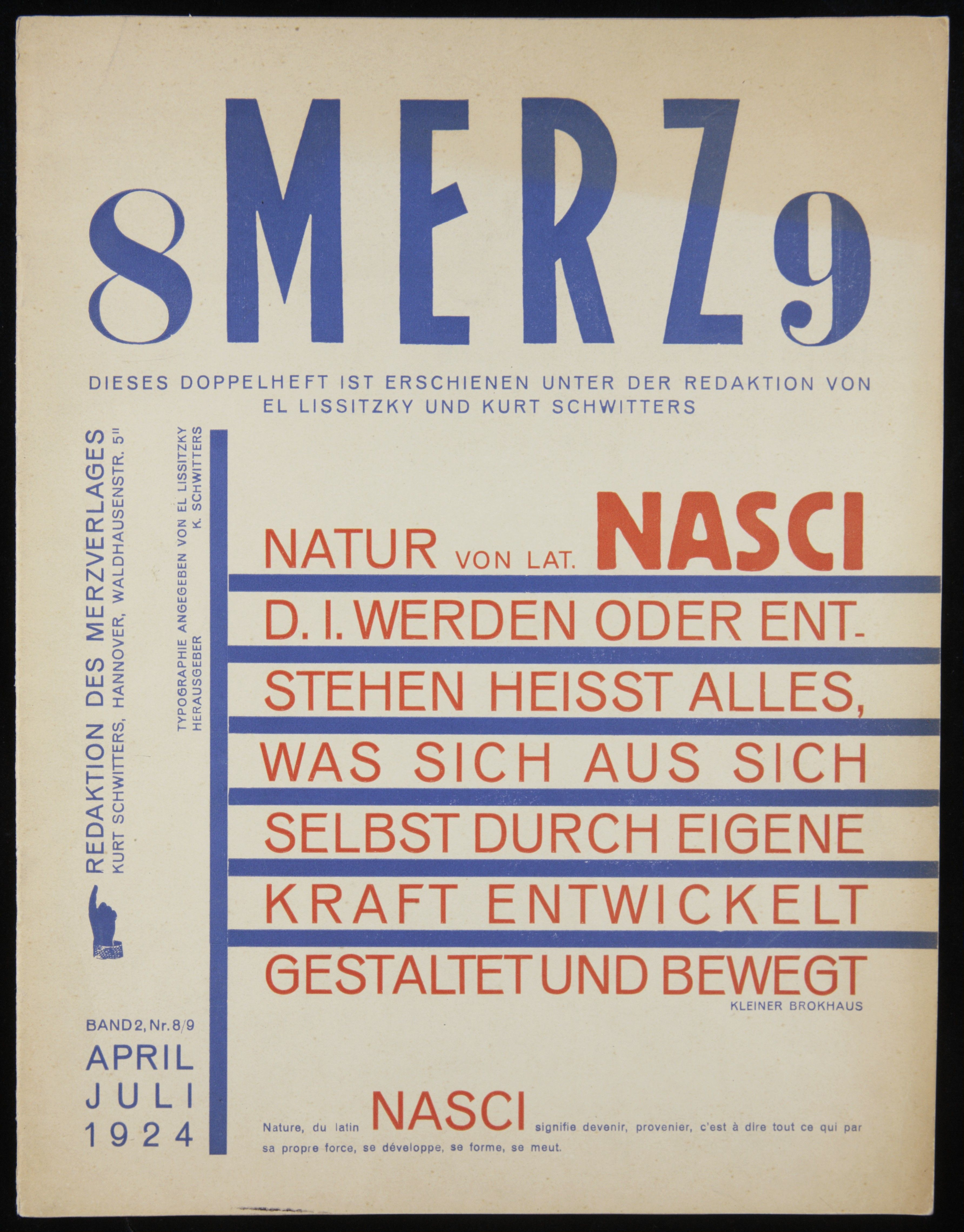
Titelblatt des Merz-Magazins aus dem Jahr 1924, Entwurf von El Lissitzky

Kurt Schwitters verstand sich sehr gut mit Hans Arp, da beide eine ähnliche Vorstellung von Dadaismus und ungegenständlicher Kunst und Poesie hatten. Das zeigte sich nicht nur in der Ähnlichkeit der Lautgedichte, sondern auch in den Inhalten ihrer Reden. Besonders Kurt Schwitters hatte ein Talent für Vorträge und Reden. Er gab auch bald darauf eine Zeitschrift heraus mit dem Namen „MERZ“.
Kurt Schwitters stellte selbst eine Theorie für das Dichten auf; eine Art eigene Logik, die er als „Schwitters-Logik“ bezeichnete. Diese Logik schrieb für das Gedicht im Allgemeinen vor: „Nicht das Wort ist ursprünglich Material der Dichtung, sondern der Buchstabe.“ Danach ist das Wort erstens eine Komposition von Buchstaben, zweitens Klang, drittens Bezeichnung (Bedeutung) und viertens Träger von Ideenassoziationen.
Kurt Schwitters war auf allen Gebieten der Kunst vertreten und versiert dazu. Er collagierte, malte, komponierte, schrieb und dichtete alle möglichen Dinge. Seine Idee von Kunst unterschied sich aber in der Idee von Hugo Ball. Kurt Schwitters war nicht das Gesamtkunstwerk wichtig, sondern vielmehr die Verschmelzung von allen Kunstformen zu einer einzigen. Der Künstler ist ein Künstler auf allen Gebieten der Kunst. Er lebt Dada voll aus und konzentriert sich mit allen seinen Sinnen darauf. Zur von den Dadaisten angepriesenen Einbeziehung des Zufalls hat er folgendes angemerkt: „Es gibt keine Zufälle. Eine Tür kann zufallen, aber das ist kein Zufall, sondern ein bewußtes Erlebnis der Tür, die Tür, die Tür, der Tür…“. Er bestätigt damit die dadaistische Idee, dass Zufälle nicht existieren, auf die groteske und satirische Art des Dadaismus.
Sein größtes und außerordentlichstes Kunstwerk war der „Merzbau“, eine Raumgestaltung seltenster Art. Er hatte zahlreiche kleine Hohlräume in einem Zimmer geschaffen, die alle von unterschiedlichster Größe, Form und Richtung waren. Er selbst nannte sie „Höhlen“. Als der Raum voll mit diesen Höhlen war, musste er die Decke durchbrechen, um damit weiterzumachen. Jede dieser Höhlen stand für eine seiner persönlichen Gedanken und Erinnerungen. So gab es zum Beispiel eine Arp-Höhle, in der er die Erinnerungen an Hans Arp aufbewahrte, etwa eine gerauchte Zigarette und ein Fläschchen Urin.

## DADA in Köln
Was Kurt Schwitters für Hannover war, war der Maler und Bildhauer Max Ernst für Köln. Ernst lernte den Maler Johannes Theodor Baargeld kennen und veröffentlichte mit ihm 1919 die dadaistische Zeitschrift Der Ventilator. Jedoch wurde diese bald durch die britische Besatzungsbehörde verboten, da sie sich zu kritisch gegenüber Kirche, Volk und Staat geäußert hatte.
Hans Arp, Max Ernst und Johannes Theodor Baargeld veranstalteten auch hier eine Dada-Ausstellung, die allerdings von der Polizei geschlossen wurde, da angeblich sexuell Anrüchiges dort zu sehen gewesen war, doch sie setzten sich gegen die Justizbehörden durch. Ein Beispiel für Ernsts dadaistisches Werk ist seine Collage Der Hut macht den Mann von 1920, die 1921 in einer ihm gewidmeten Dada-Ausstellung in der Pariser Galerie Au Sans Pareil enthalten war. Ein Jahr später verließ Ernst Köln und zog nach Paris.

## DADA in Dresden
Die Dresdner Dada-Gruppe bildete sich 1919 um den Komponisten Erwin Schulhoff und um die Maler Kurt Günther, Otto Griebel und Otto Dix. Im Sommer 1919 entstandenen die „Fünf Pittoresken für Klavier“ (WVZ Bek 51) von Erwin Schulhoff, „dem Maler und Dadaisten George Grosz in Herzlichkeit“ gewidmet. Ein Satz daraus, betitelt mit „In futurum“ bestand ausschließlich aus Pausen. Schulhoff nahm damit die 1952 erstmals aufgeführte stille Komposition in drei Sätzen von John Cage vorweg.
1921 veröffentlichten Otto Dix, Otto Griebel und der Maler Sergius Winkelmann (1888–1949) eine dadaistische Zeitschrift unter dem Titel „Moloch“. Die Gruppe trat bis 1922 mit dadaistischen Aktionen in Dresden in Erscheinung.

## DADA in Paris

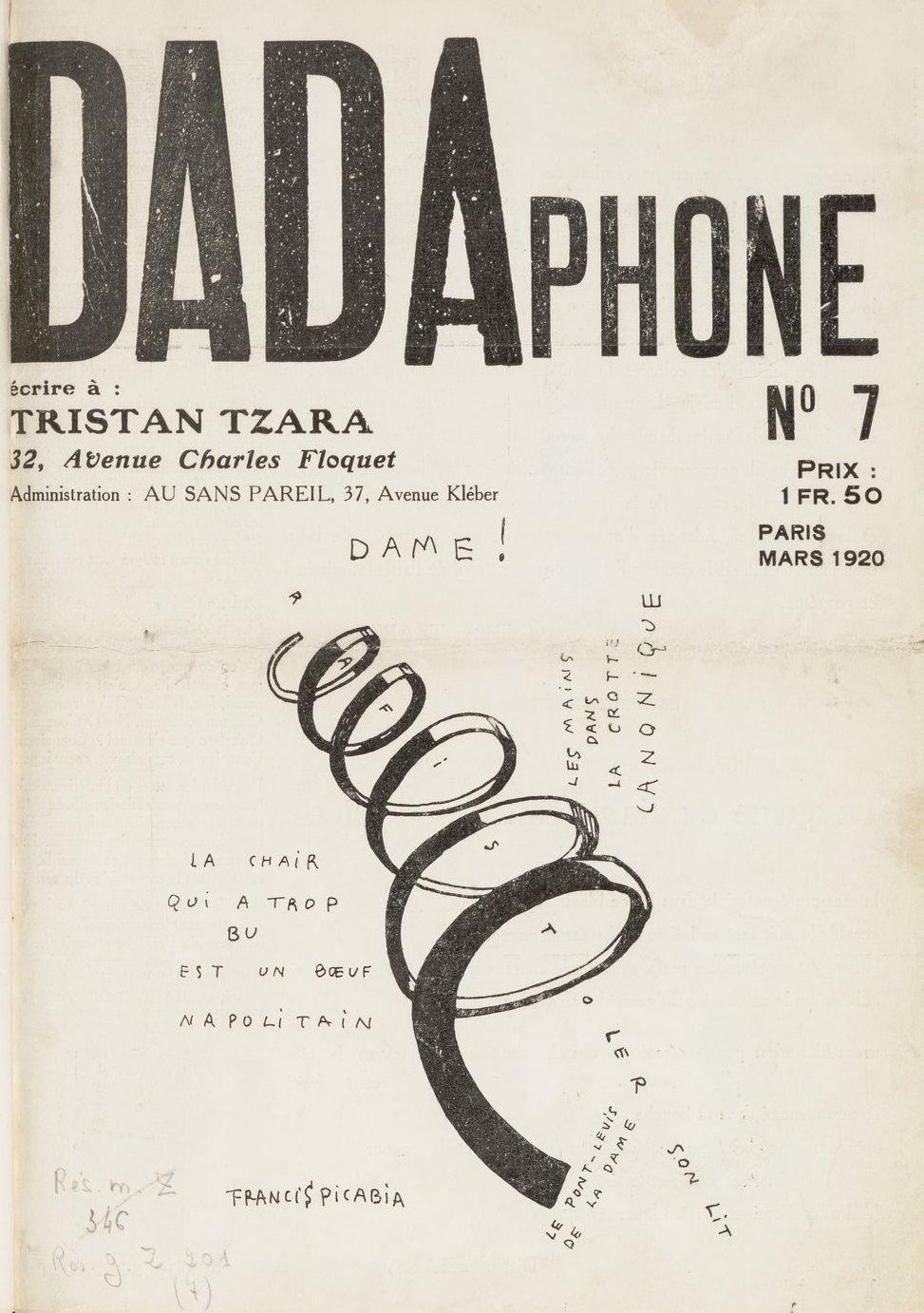
Dada - recueil littéraire et artistique. Paris 1920

Als Tristan Tzara und der Maler Marcel Janco 1919 nach Paris gereist waren, fanden sie in der dortigen kulturellen Avantgarde bereits eine kritische und rebellische Stimmung vor. Es war nicht wie in Berlin eine vollkommen neue Konfrontation mit den Ideen von Dada und der ANTI-Kunst, sondern die Künstler waren einerseits durch Dichter wie Guillaume Apollinaire beeinflusst, der schon ein Jahr zuvor die herkömmlichen Sprach- und Dichtungsformen in Frage gestellt hatte.
Zum anderen wurden sie auch durch die Erfahrungen des Zürich-Dada geprägt, der in Paris flüchtig bekannt war. Anders war hier auch die Tatsache, dass beim Paris-Dada fast ausschließlich Dichter und Literaten eine Rolle spielten. Sie beschränkten sich fast nur auf das Gedichte-Schreiben und Rezitieren. Doch Paris sollte auch der Schauplatz sein, wo Dada sich selbst zerstörte. Die Dadaisten wurden zunehmend engstirniger und zerstritten sich untereinander. Jeder ging seine eigenen Wege und hatte seine eigene Meinung.
Im Jahr 1922 wurde der „Kongress von Paris“ veranstaltet, der als allgemeine Auflösung des Dadaismus gilt. Das Problem war, dass viele, die an diesem Kongress teilnahmen, letztendlich gegen Dada waren und die eigentlichen Dadaisten sich nicht untereinander einigen konnten, wie es weitergehen sollte. Es sollte auf diesem Kongress eine weitere „Dada-Bombe zünden“, jedoch André Breton, auf den man sich verlassen hatte, griff stattdessen Tristan Tzara massiv an, und so kam es auch hier zum Streit zwischen ehemaligen Freunden. Später gab es noch teilweise handgreifliche Auseinandersetzungen auf Dada-Veranstaltungen, auf denen André Breton auf die Bühne kletterte und Darsteller während der Aufführung angriff.

## DADA in Holland

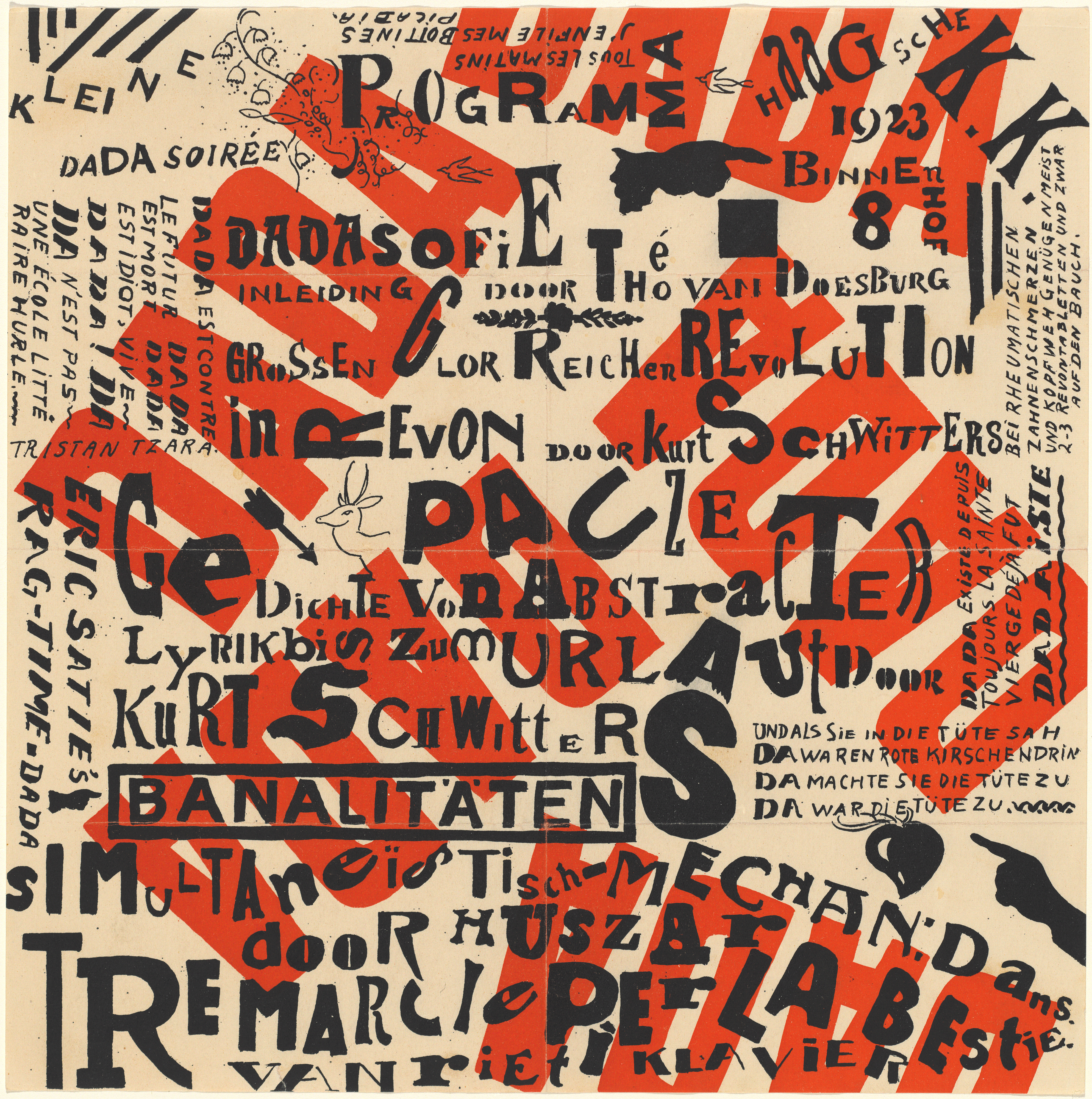
Theo van Doesburg und Kurt Schwitters, Kleine Dada Soirée, 1922

Theo van Doesburg reiste im Dezember 1920 mit Hans Richter und dessen Frau nach Klein Kölzig (Richters Elternhaus). Hans Richter, der die Dada-Bewegung 1916 in Zürich mitbegründet und bis 1918 mit einem Plakatentwurf und Ausstellungen begleitet hatte, vermittelt van Doesburg die Dada-Ideen und macht ihn später auch mit Kurt Schwitters bekannt. 
Als van Doesburg im Januar 1921 zum zweiten Mal nach Deutschland kommt, bringt er seine Frau Nelly mit. Sie teilen sich eine Wohnung in Berlin. Als Vilmos Huszár 1922 Theo van Doesburg in Deutschland besuchte, entwickelten sie die Idee einer "Dada-Tournee". Vom 25. bis 29. September 1922 organisierte van Doesburg drei dadaistische Performances in den Städten Weimar, Jena und Hannover, die aus Vorträgen bestanden und von seiner damaligen Partnerin Nelly van Moorsel musikalisch umrahmt wurden. Nach seiner Rückkehr in die Niederlande initiierte er die Organisation eines einmaligen Dada-Kongresses in Den Haag, zu dem er mehrere führende Dadaisten einlud, darunter Hans Arp, Raoul Hausmann, Francis Picabia, Georges Ribemont-Dessaignes und Tristan Tzara. Kurt Schwitters, der aus Hannover stammte, sagte als einziger zu. In jenem Winter war er ohnehin in Rotterdam, da dort eine Ausstellung der Künstlervereinigung De Branding stattfand. Infolge einer Empfehlung von Huszár wurde beschlossen, keinen einmaligen Kongress zu veranstalten, sondern eine Tournee durchzuführen. Huszár zufolge war das ursprüngliche Ziel, zu demonstrieren, welche Leistungen die herausragenden Vertreter des DADA im Ausland auf dem Gebiet der theatralischen Kunst und insbesondere ihrer dekorativen und visuellen Seite erbracht hatten. Das finale Programm umfasste jedoch hauptsächlich Vorträge und moderne Musik:
Dadasofie. Vor der Veranstaltung konnte das Publikum ein gedrucktes Dada-Programm erwerben. An einem typischen Dada-Abend wurden zunächst alle Lichter gelöscht, so dass man nur einen ganz in schwarz gekleideten Theo van Doesburg mit weißer Krawatte und weißen Socken sah, der auf einem Sofa saß und, von einer Dämmerungslampe beleuchtet, den Vortrag „Dadasofie“ aus der Broschüre Was ist Dada? Bei der ersten Aufführung in Den Haag waren es Tiergeräusche, am nächsten Abend in Haarlem schnupperte er mehrmals an seiner Nase. Van Doesburg fuhr unbeirrt mit seinem Vortrag fort und rezitierte ein Gedicht von I.K. Bonset.
Trauermarsch für ein Krokodil. Dann betrat Nelly van Moorsel, die während des Vortrags eine Art Tableau vivant dargestellt hatte, die Bühne und spielte das Klavierstück Marcia nuziale per un coccodrillo des italienischen Komponisten Vittorio Rieti aus den Tre Marcie per le Bestie (Drei Märsche für die Bestie). 
[Ursachen und Beginn der] großen glorreichen Revolution in Revon. Dann las Schwitters eine Geschichte vor, in der ein Mann durch bloßes Stehenbleiben eine Revolution im Freistaat Revon, dem verkehrten Hinterland seiner Heimatstadt Hannover, auslöst.
Trauermarsch für ein Vögelchen. Der zweite Marsch für Tiere, den Van Moorsel spielte, war Marcia funebre per un uccelino (Trauermarsch für einen kleinen Vogel).
Gedichte von abstrakter Lyrik bis zum Urlaut. Dann trug Schwitters, bewaffnet mit einem Gong, sein berühmtes Gedicht An Anna Blume vor. Da das Publikum jedoch kaum Deutsch verstand, trug er auch eine Reihe von „abstrakten Gedichten“ vor, wie die Zahlengedichte Drei, Zwölf und 12 sowie das Gedicht Z A (elementar), in dem er die Buchstaben des Alphabets rückwärts aufzählte.
Simultanistisch-mechanischer Tanz. Dann erschien auf einer weißen Leinwand eine von Vilmos Huszár entworfene eckige, einem Wayang ähnelnde Aluminiumpuppe, die jeweils einen Arm oder ein Bein hob. Huszár beschrieb seine Puppe folgendermaßen: „Diese mechanische Tanzfigur erscheint als Schatten (Phantom) auf einer weißen Leinwand. Die Oberflächen der Figur sind durchsichtig, grün und rot. Die Bewegung erfolgt von hinten unter der Leinwand mit Hilfe von Tasten (es sind zehn), die mit Schnüren verbunden sind. Jede Bewegung ist rechtwinklig berechnet, es gibt nichts Zufälliges. Der Kopf kann auch nach rechts gedreht werden. Die Absicht ist, an jeder Stelle eine ausdrucksvolle Komposition zu geben und die Intervalle auf dem Hintergrund in diese Komposition einzubeziehen. Der Tanz wurde von Schwitters und Van Moorsel mit „Horn- und Holzbegleitung“ begleitet.“
Militärmarsch für die Ameisen. Van Moorsel spielte dann den dritten Marsch für die Tiere von Rieti, den Marcia militare per le formiche (Militärmarsch für die Ameisen).
Rag-Zeit-Dada. Der Abend endete mit Erik Saties Stück Rag Time Parade von 1917, das zu diesem Anlass in Rag-Time-Dada oder Dada-Rag-Time umbenannt wurde. Nach der Veranstaltung konnte das Publikum die Broschüre Was ist Dada? von Theo van Doesburg für 25 Cent erwerben.
Der letzte Dada-Abend fand am 13. April 1923 im friesischen Drachten statt. Damit endeten die DADA-Aktionen in Holland.

## Post-DADA
Später trafen sich noch einige Dadaisten, wie Hans Arp, Sophie Taeuber-Arp, Theo van Doesburg und andere in Weimar und in Straßburg. Sophie Taeuber-Arp hatte den Auftrag erhalten, das mehrteilige Lokal Aubette in Straßburg zu gestalten: zur Bewältigung dieses großen Auftrags zog sie ihren Mann Hans Arp und den gemeinsamen Freund Theo van Doesburg hinzu.

## Ausdrucksweisen
Dada zerstörte die getrennten Ausdrucksweisen der Künste und führte verschiedene künstlerische Disziplinen zusammen, die zum Teil anarchisch miteinander verbunden wurden: Tanz, Literatur, Musik, Kabarett, Rezitation und verschiedene Gebiete der Bildenden Kunst wie beispielsweise Bild, Bühnenbild, Graphik, Collage, Fotomontage.
Die Dadaisten entdeckten den Zufall als schöpferisches Prinzip. Hans Arp hatte lange in seinem Atelier am Zeltweg an einer Zeichnung gearbeitet. Unbefriedigt zerriss er das Blatt und ließ die Fetzen auf den Boden flattern. Als sein Blick nach einiger Zeit zufällig wieder auf die Fetzen fiel, überraschte ihn die Anordnung. Sie besaß den Ausdruck, den er die ganze Zeit vorher gesucht hatte. Arp wandte das Prinzip auch auf seine Lyrik an: „Wörter, Schlagworte, Sätze, die ich aus Tageszeitungen und besonders aus Inseraten wählte, bildeten 1917 die Fundamente meiner Gedichte. Öfter bestimmte ich auch mit geschlossenen Augen Wörter und Sätze … Ich nannte diese Gedichte Arpaden.“

## Bedeutung und Einfluss
Der Dadaismus war in vielerlei Hinsicht ein sehr großer und radikaler Schritt in der Kunstgeschichte. Er brachte viele Neuerungen in der Technik der bildenden Kunst hervor, wie er auch dafür gesorgt hatte, dass zahlreiche Tabus in der Kunstszene gebrochen wurden und die Kunst nicht mehr nur Abbild der Wirklichkeit ist, sondern viel mehr.
Es wurde auch der Weg zum Surrealismus vorbereitet. Einige wenige Dadaisten wurden zu Surrealisten, die sich weniger auf das ANTI konzentrierten, sondern sich eher mit der sinnlich wahrgenommenen Welt befassten und damit wie sie am besten zu verwirren sei. Die reale Welt wurde mit der Traumwelt verschmolzen und es wurde begonnen den Betrachter vor unlösbare rhetorische Rätsel zu stellen. Der Dadaismus schien schließlich in den 1920er Jahren eines natürlichen Todes durch Desinteresse zu sterben und hinterließ in der Konkreten Lyrik oder dem Lettrismus einflussreiche Nachkommen. Zudem gehen auf den Dadaismus die moderne Performance (vgl. auch Fluxus) und die Idee des Ready-made zurück.
Die dadaistische Idee des Ready-mades von Marcel Duchamp findet sich in der heutigen Kunst häufig wieder. Sie dient aber nicht mehr der Zerstörung von Kunst im Allgemeinen, sondern eher als Anlass zum sinnlichen Genuss und als Aufhänger zu inhaltlich freizügiger Interpretation. Doch diese Idee in der Kunst ist allgegenwärtig und wird beim Streifzug durch jedes Kunstmuseum bei den zeitgenössischen Werken und bei vielen Ready-mades entdeckt. Einen Schock zu wiederholen, wie es Marcel Duchamp mit seiner „Fontäne“ oder seiner „Kohlenschaufel“ damals getan hatte, ist nicht mehr möglich. Das ist passé und selbst damals beim zweiten oder dritten Betrachten schon vorbei gewesen.
Nun ist jedoch das passiert, was die Dadaisten niemals wollten, nämlich, dass sie jetzt im Museum hängen, neben den Bildern von Pablo Picasso und Paul Klee. Sie wollten eigentlich nur das zerstören, zu dem sie heute manchmal selbst geworden zu sein scheinen, nämlich das Altbackene und Etablierte.
Auch der Einfluss auf die Musik (Schlager „Da da da“ von Trio) ist umstritten – wie alles bei Dada. Zumindest auffallend ist, dass der deutsche Schlager der 1920er Jahre in erheblichem Maße von dadaistisch anmutenden Unsinnstexten Gebrauch macht (etwa bei den Comedian Harmonists); selbst aus dieser Zeit stammende Kinderlieder (wie das bekannte Drei Chinesen mit dem Kontrabass) untermauern die These, dass Dada in einem gewissen Ausmaß gesellschaftsfähig geworden war.
Dada kann auch als künstlerische Reaktion auf die Erschütterungen der Zeit des Ersten Weltkrieges verstanden werden. Der Zerstörung aller gültigen Werte und bürgerlichen Normen durch den Ersten Weltkrieg sowie der daraus resultierenden kulturellen Leere wurde eine freie, respektlose Kunst entgegengestellt, die den Bürger beispielsweise mit Publikumsbeschimpfung provozieren sollte.
Der Dadaismus konnte sich trotz des Zerstörungsklischees eine Nische schaffen und bis heute überleben. Er wird besonders von einigen Kabarettisten als sarkastische Kritik am Kunstbetrieb gepflegt. Bedeutendster Vertreter in der Nachkriegszeit war Ernst Jandl (vom Vom zum Zum, ottos mops).
Auch zeitgenössische Kulturschaffende bedienen sich des dadaistischen Gedankenguts, so zum Beispiel
- das Künstlertrio Studio Braun, sie sind bekannt für ihre Projekte mit ausgeprägten Hang zu Dada.
- die Band Dada (ante portas) (Dada vor den Türen), die wie die Wurzel der Dada-Kultur aus der Schweiz stammt
- Jonas Odell, der für die britische Band „Franz Ferdinand“ ein Musikvideo im Dada-Stil gedreht hat („Take me out“)
- der japanische Noise-Künstler Merzbow, der sich nicht nur nach einem Dada-Kunstwerk benannte, sondern auch verschiedene Techniken des Dada („Found sounds“ …) in seine Konstruktionen einbaut
- Jörg Immendorff und Chris Reinecke in ihrem Aktionsprogramm LIDL
- die (ost-)deutsche Punkrock-Band Die Skeptiker, die mit „Dada in Berlin“ 1988 einen Song zu diesem Thema veröffentlichte und mit dessen Titel eine unter den sogenannten anderen Bands der damaligen DDR verbreitete Haltung ausdrückte
- Helge Schneider, dessen Improvisationen, Wortspiele und Lautmalereien („Lernen, Lernen, Popernen“) dadaistische Assoziationen wecken
- die Stuttgarter Band Freundeskreis, die viele dadaistische Stilelemente in der Lyrik auf ihrem Debütalbum „Quadratur des Kreises“. „ANNA, wie war das da bei Dada“, „… les Dada, wenn ich auf meinem Bett hock …“, „Komik ist Tragik in Spiegelschrift“ verwendete
- das Schweizer Musiker-Duo Yello in ihrem Titel Planet Dada
- das schwedische DJ-Duo Dada Life, deren Tracks und Verhalten dem Dadaismus sehr ähnlich sind

## Bedeutende Dadaisten
- Hans Arp (1886–1966), Deutschland und Schweiz
- Johannes Theodor Baargeld („Zentrodada“, 1892–1927), Deutschland
- Johannes Baader (1875–1955), Deutschland
- Hugo Ball (1886–1927), Schweiz
- Otto Dix (1891–1969), Deutschland
- Theo van Doesburg (1883–1931), Niederlande
- Marcel Duchamp (1887–1968), Frankreich und USA
- Max Ernst (1891–1976), Deutschland, Frankreich und USA
- Elsa von Freytag-Loringhoven (1874–1927), Deutschland und USA
- George Grosz (1893–1959), Deutschland und USA
- Raoul Hausmann („Dadasoph“, 1886–1971), Deutschland (Berlin)
- John Heartfield („Monteurdada“, 1891–1968), Deutschland
- Emmy Hennings (1885–1948), Deutschland und Schweiz
- Hannah Höch (1889–1978), Deutschland
- Angelika Hoerle (1899–1923), Deutschland
- Richard Huelsenbeck (1892–1974), Schweiz und Deutschland
- Marcel Janco (1895–1984), Schweiz
- Paul van Ostaijen (1896–1928), Belgien
- Francis Picabia (1879–1953), Frankreich
- Man Ray (1890–1976), USA, Frankreich
- Hans Richter (1888–1976), Deutschland und USA
- Kurt Schwitters (1887–1948), Deutschland (Hannover) und England („Merzkunst“)
- Walter Serner (1889–1942), Italien, Frankreich, Schweiz
- Sophie Taeuber-Arp (1889–1943), Deutschland, Schweiz und Frankreich
- Tristan Tzara (1896–1963), Schweiz, Frankreich
- Melchior Vischer (1895–1975), Tschechien, Deutschland
- Beatrice Wood (1893–1998), USA

## Neo-Dada
Ende der 1950er Jahre entstand der Neo-Dadaismus, der sich an den Dadaismus anlehnt.

## Film
- 1969: Deutschland Dada, Dokumentarfilm von Helmut Herbst, Cinegrafik, Hamburg, 63 Minuten. Edition filmmuseum 108, 2018, ISBN 978-3-95860-108-6.
- 2011: Was ist Dada? Filme von Heinz Bütler, Alexander Kluge, dctp.tv / NZZ Format 2011, 180 Minuten, 2011, ISBN 978-3-89848-394-0.
- 2016: Das Prinzip Dada, Dokumentarfilm von Marina Rumjanzewa, SRF (Redaktion Sternstunde Kunst) 2016, 52 Minuten.[24]